# Аль-Фараби
Абу́ Наср Муха́ммед ибн Муха́ммед аль-Фараби́, употребительное сокращение имени — аль-Фараби (араб. الفارابي‎‎, в латинизированной форме — Alpharabius; 870 или 872, Фараб (ныне Казахстан, Туркестанская область) или Фарьяб, Хорасан (ныне — Афганистан) — между 14 декабря 950 и 12 января 951, Дамаск, совр. Сирия) — один из крупнейших представителей средневековой исламской философии, математик, астроном, физик, теоретик музыки, учёный Востока эпохи исламского Золотого века. В связи с его ролью в развитии философии и науки аль-Фараби получил почётное прозвище «Второй учитель», «Первым учителем» называли Аристотеля.
В философии аль-Фараби был основоположником исламского и арабоязычного перипатетизма и основателем исламской политической философии. В физике он был первым исследователем, который теоретизировал, что воздух занимает пространство и что его объем может быть увеличен. Также он первым в истории отделил астрономию от астрологии, рассматривая последнюю как лженауку. Аль-Фараби предложил изучать астрономические явления с помощью наблюдений и математических методов.
В математике аль-Фараби посвятил свои труды разъяснению фундаментальных идей геометрии, комментируя «Начала» Евклида, и внёс вклад в развитие тригонометрии, описав принципы построения таблиц тригонометрических функций и введя линии тангенса и котангенса. Он также исследовал геометрические построения, рассматривая задачи преобразования многоугольников и построений на сфере, и намекнул на возможность многомерных обобщений куба. Вероятно, он был первым, кто разделил логику на две части, первая из которых — «идея», а вторая — «доказательство».
Аль-Фараби также известен своими социально-этическими трактатами, где он разрабатывает теорию общественного устройства и описывает идеальное общество, основанное на принципах добра и справедливости. Его философские идеи и труды оказали глубокое влияние на средневековую философию и науку, как на Ближнем Востоке, так и в Европе, способствуя переосмыслению наследия Аристотеля и развитию новых научных подходов. Ему приписывается создание Отрарской библиотеки.

## Происхождение

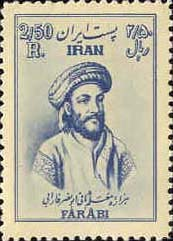
Иранская марка с воображаемым лицом
аль-Фараби

Обычно имя аль-Фараби приводилось в виде «Мухаммад ибн Мухаммад ибн Узлаг ибн Тархан». Слово «тархан» означает привилегированное сословие тюркской знати. Средневековый мамлюкский историк Ибн Халликан (1211—1282) утверждал, что аль-Фараби был тюрком по происхождению. В БРЭ утверждается, что он родился в семье тюркского военачальника. О тюркском происхождении аль-Фараби пишут профессор истории политической мысли Университета Данди Энтони Блэк, профессор философии разума и логики UCL Тед Хондерих и другие. Кроме того, эта версия также упоминается в материалах КАЗНУ.
Другой средневековый арабский историк Ибн Абу Усайбиа (1203—1270), современник Ибн Халликана, упоминает в своей «Истории врачей», что отец аль-Фараби был персидского происхождения. По словам историка исламской философии Маджида Фахри, отец Фараби «был армейским капитаном персидского происхождения». Дмитрий Гутас отмечает, что работа Фараби содержат ссылки и глоссы на персидском, согдийском и даже греческом языках, но не на тюркском.
Согдийский также был предложен в качестве его родного языка и языка жителей Фараба. Как утверждает Кристоф Баумер, он, вероятно, был согдийцем. По словам Терезы-Энн Дрюарт, «учёные оспаривают его этническое происхождение. Некоторые утверждали, что он был тюрком, но более поздние исследования указывают на то, что он был персом.».
Для однозначного определения этнической принадлежности аль-Фараби имеющихся фактов недостаточно.

## Биография

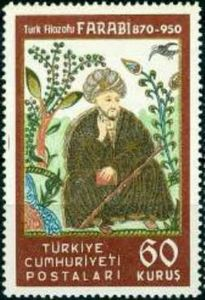
Турецкая марка с изображением

### Ранние годы
Считается, что Аль-Фараби родился в местности Фараб (современный Отрар, Южный Казахстан), там где река Арыс впадает в Сырдарью. Современник аль-Фараби, Ибн Хаукаль, указывал, что к числу городов Фарабского округа принадлежит Весидж, из которого происходит Абу Наср аль-Фараби.
Предполагают, что первоначальное образование аль-Фараби получил на родине. Существуют сведения о том, что до своего отъезда из Центральной Азии аль-Фараби побывал в Шаше (Ташкент), Самарканде и Бухаре, где некоторое время учился и работал. Продолжать образование философ отправился в Багдад, столицу и культурный центр Халифата, но по пути он также побывал во многих городах Персии: Исфахане, Хамадане и Рее.

### Багдад

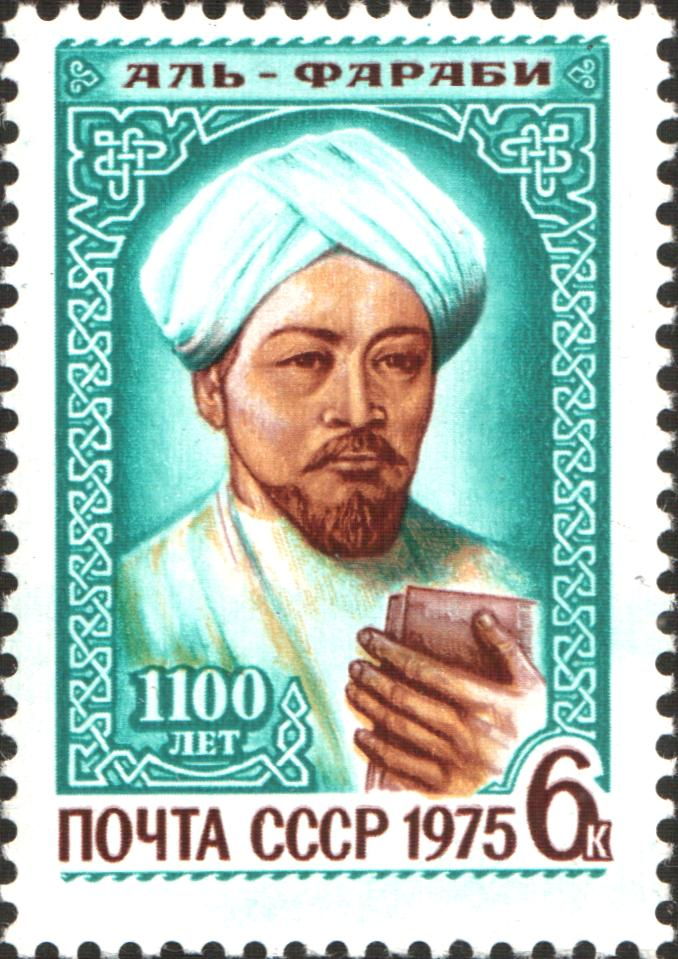
Почтовая марка СССР, выпущенная к 1100-летию со дня рождения аль-Фараби

В Багдад аль-Фараби прибыл во времена правления халифа аль-Муктадира (908—932) и приступил к изучению различных отраслей науки и языков. Этот город был центром притяжения для интеллектуалов того времени. Именно здесь работала знаменитая школа переводчиков, в которой значительную роль играли несториане. Они переводили и комментировали произведения Платона, Аристотеля, Галена, Евклида. Шёл параллельный процесс освоения культурных достижений Индии. Такая работа стимулировала и самостоятельную творческую активность. Известно, что аль-Фараби изучал медицину, логику и греческий язык.
Наставниками аль-Фараби в Багдаде оказались Юханна ибн Хайлан и знаменитый переводчик античных текстов на арабский язык Абу Бишр Матта. О Юханне ибн Хайлане, по сообщению Усейбиа, аль-Фараби рассказывал как о человеке, который был приобщён к живой традиции передачи наследия Аристотеля от учителя к ученикам через целый ряд поколений. Абу Бишр Матта преподавал логику, но, как говорят средневековые источники, ученик довольно быстро превзошёл учителя. Следует отметить одно обстоятельство из годов учения Аль-Фараби в Багдаде: он получил возможность ознакомления со «Второй Аналитикой» Аристотеля, которую теологически настроенные христиане-несториане пытались «прикрыть», поскольку там развивались теоретико-познавательные взгляды, не оставлявшие места для религиозного откровения.

### Дамаск

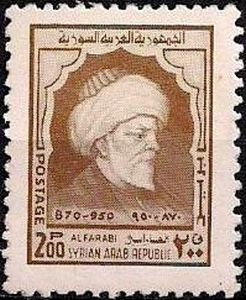
Сирийская марка с воображаемым лицом

Вскоре аль-Фараби стал известным учёным. В 941 году перебрался в Дамаск, где провёл оставшуюся часть жизни, занимаясь научной работой. В Дамаске аль-Фараби завершает начатый ранее «Трактат о добродетельном городе». Очевидно, что в первые годы жизнь аль-Фараби в Дамаске не была легкой. В литературе существуют рассказы, что он был вынужден работать садовым сторожем, а научной деятельностью занимался лишь по ночам, при свете купленной на заработанные днём деньги свечи. Однако вскоре он находит покровителя — халебского правителя Сейф ад-Давлы (943—967), который покровительствовал передовым людям своего времени, в частности поэтам из различных стран Востока, в числе которых Абу Фирас, Аль-Вава ад-Димашки, Абуль-Аббас ан-Нами, Абуль-Фатх Кушаджим, Ибн Нубата аль-Фарики, Ибн Халавейхи, Абу-т-Тайиб ал-Лугави и другие. Впрочем, придворным учёным аль-Фараби не стал и не перебрался в Халеб, лишь приезжал туда из Дамаска. В 949—950 годах аль-Фараби побывал в Египте.
Существуют две версии смерти аль-Фараби. Согласно первой версии, он умер естественной смертью в Дамаске, согласно второй — убит грабителями при поездке в Аскалан. Также известно, что аль-Фараби был похоронен без участия духовенства — молитву над ним прочитал сам эмир Алеппо.
Мусульманские авторы стремятся показать аль-Фараби правоверным мусульманином. Директор Центра ближневосточных исследований Гарвардского университета Мухсин Махди подтверждает, что он был ханафитом, приверженным правилам ханафитской юриспруденции суннитского ислама.
Упоминаются ученики аль-Фараби — Яхья ибн Ади в Багдаде и Ибрахим ибн Ади в Алеппо, которые после смерти учителя продолжили комментарии как его трактатов, так и работ греческих философов.

## Интеллектуальное наследие и вклад в развитие науки

### Философия
Аль-Фараби является основоположником исламского и арабоязычного перипатетизма.
В основе философии аль-Фараби лежит идея о том, что мир имеет божественное происхождение и упорядочен в соответствии с логическими принципами. Согласно его учению, всё сущее распределено по шести ступеням — началам, связанным между собой как причина и следствие. Он выделяет три ключевые первопричины: Бога, космос и разум. Бог у аль-Фараби — это абсолютно совершенное существо, из которого через эманацию исходит весь остальной мир. Его подход во многом соответствует природе ислама. Эта концепция также перекликается с неоплатоническим учением о Едином, от которого все существующее черпает свое бытие.
Все существующее (начала) можно разделить на два типа: возможное и необходимое. Объекты первого типа не обязаны существовать, их существование зависит от какой-то причины. Объекты второго типа существуют по своей природе, то есть их существование обязательно. Причиной существования возможных объектов являются либо объекты первого типа (необходимые) или единосущее божество, которое создаёт в вечности мир.
За глубокие знания и комментарии трудов Аристотеля («Категории», «Аналитики. Первая и вторая», «Софистические опровержения» и другие) ему присвоено имя «Второго Аристотеля», «Аристотеля Востока».

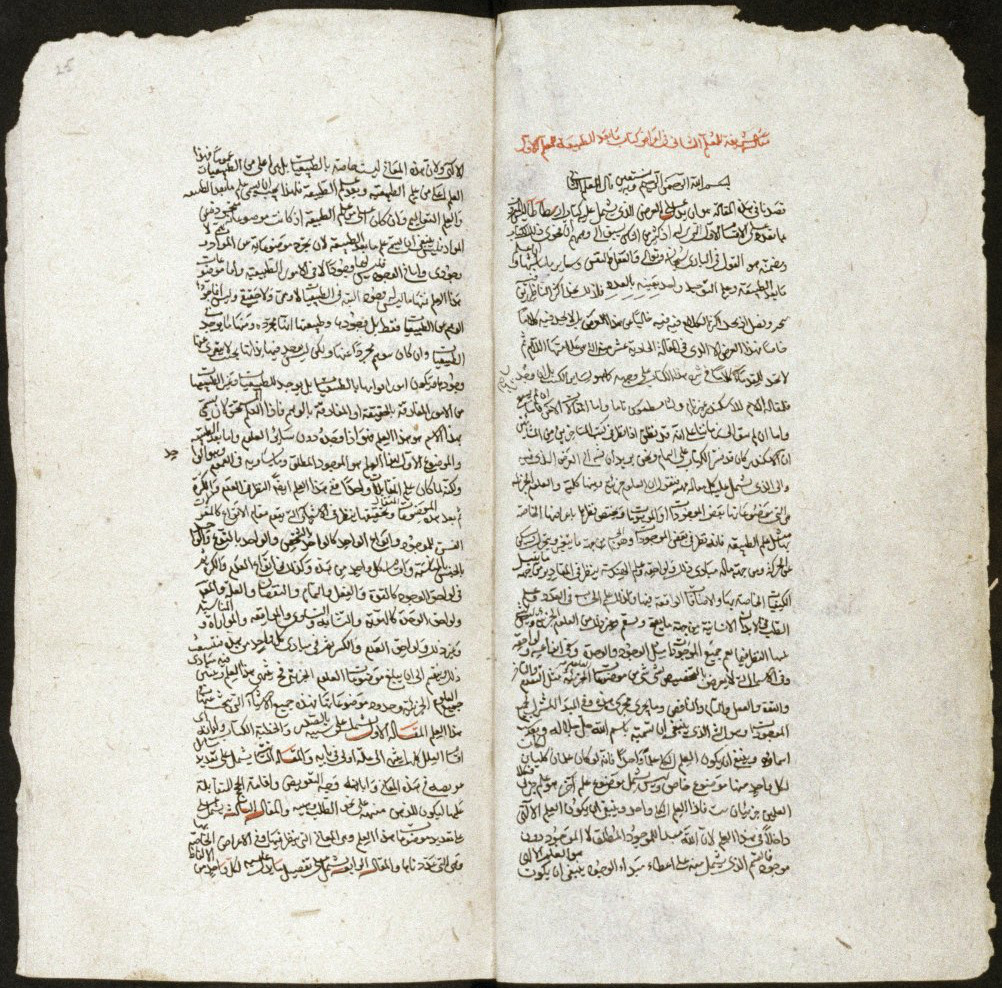
Страницы из рукописи XVII века с комментариями аль-Фараби на «Метафизику» Аристотеля

К философским и логическим сочинениям аль-Фараби относятся:
- «Слово о субстанции»
- «Существо вопросов»
- «Книга о законах»
- «Книга о постоянстве движения вселенной»
- «О смысле разума»
- «Книга о разуме юных»
- «Большая сокращенная книга по логике»
- «Книга об условиях силлогизма»
- «Трактат о сущности души»
- «Слово о сновидениях»
- «Трактат о взглядах жителей добродетельного города»
- «Книга об определении и классификации наук»
- «Книга о смысле философии»
- «Книга о том, что нужно знать для изучения философии»
- «Примечания к философии»

### Логика
Аль-Фараби определял логику как науку, занимающуюся различением истинного от ложного. Основная задача логики состоит в обучении людей правильному выражению своих мыслей с помощью языка. По его классификации, логика делится на две части: учение об идеях и дефинициях, а также учение о суждении, умозаключении и доказательстве.
Познание по Аль-Фараби начинается с чувственных восприятий. На основе восприятий возникают идеи об единичных предметах. Соединение представлений даёт суждение, которому присуще свойство быть либо истинным, либо ложным. Чтобы выяснить истинность или ложность суждения, надо построить умозаключение и посредством его свести суждение к аксиомам — положениям, не нуждающимся в доказательствах ввиду их очевидности. Поэтому основа логики — учение о доказательстве. Вероятно, Аль-Фараби был первым, кто разделил логику на две части, первая из которых — «идея», а вторая — «доказательство».
Универсалии аль-Фараби определяет как «единое о многом и во многом». Они связаны с индивидуальными понятиями. Высшим принципом логики по его убеждению, является закон противоречия. В этом он следовал своему учителю Аристотелю.
Ему принадлежат «Книга введения в логику» и «Книга доказательства». 

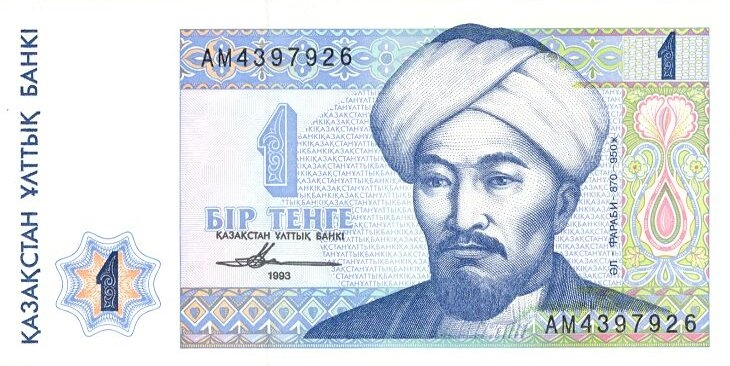
Аль-Фараби на банкноте Казахстана номиналом 1 тенге

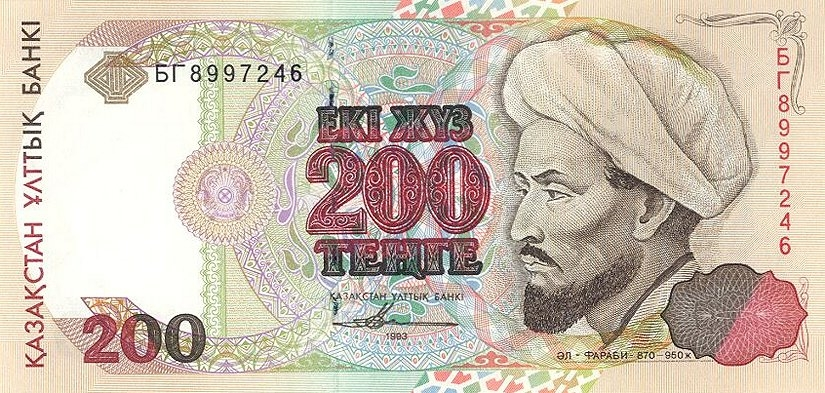
Аль-Фараби на банкноте Казахстана номиналом 200 тенге

### Политическая философия и утопия
Ряд социально-этических трактатов аль-Фараби посвящён учению об общественной жизни («Трактат о взглядах жителей добродетельного города», «Книга о достижении счастья», «Указание путей счастья», «Гражданская политика», «Книга о войне и мирной жизни», «Книга изучения общества», «О добродетельных нравах»). Опираясь на политические и этические идеи греческих философов, прежде всего Платона и Аристотеля, и используя социальные идеи древнего Востока, аль-Фараби разработал стройную теорию общественного устройства.
Во главе добродетельных городов находятся правители-философы, выступающие одновременно и в роли предводителей религиозной общины. В добродетельных городах стремятся к достижению истинного счастья для всех жителей, господствует добро и справедливость, осуждаются несправедливость и зло. Добродетельным городам аль-Фараби противопоставляет невежественные города, правители и жители которых не имеют представления об истинном счастье и не стремятся к нему, а уделяют внимание только телесному здоровью, наслаждениям и богатству.

### Психология
В книге «Трактат о взглядах жителей добродетельного города» аль-Фараби выразил мысль о том, что человек не может достичь всех идеалов в одиночку, без помощи других людей. По его мнению, человеку свойственно взаимодействовать с другими для выполнения своих обязанностей. Поэтому для достижения совершенства каждому человеку необходимо находиться в обществе и сотрудничать с другими людьми:

Чтобы человек приблизился к желаемому совершенству, он должен оставаться близким к другим людям и общаться с ними, чтобы получить их помощь.

Он считал, что сила воли отвечает за желания или их отсутствие, возникающие в ощущениях и воображении, и таким образом сила воли стимулирует социальное поведение человека. Он различал автоматические реакции, осуществляемые животными, и сознательную реакцию, вытекающую из рациональности у людей. Аль-Фараби также считал, что сердце является управителем в человеческом теле и с помощью мозга и других органов отдает тепло чувствам. Это тепло отвечает за различия между полами: у мужчин оно делает их более злыми и жестокими, чем у женщин, которые по милосердию и состраданию превосходят мужчин. По мнению Аль-Фараби, оба пола равны в своих познавательных способностях. Он считал, что женщины способны стать не только пророками, но и философами (то есть учёными).
Аль-Фараби разделил силы души на пять категорий:
1. Питательные силы: обеспечивают питание и деторождение.
2. Сенсорные способности: восприятие осуществляется через пять чувств.
3. Образные силы: сохраняют образы в душе после того, как объект исчез из поля восприятия.
4. Речевые способности: отличают людей от животных, позволяя различать красивое от уродливого и ценное от дешевого.
5. Диспозиционные силы: отвечают за стремления и отвращения

В последней, 24-й, главе своей книги «Трактат о взглядах жителей добродетельного города», озаглавленной «О причине сновидений», Аль-Фараби различал толкование снов и природу и причины сновидений, полагая, что сны играют роль в выражении личности и поведения человека.

### Музыка

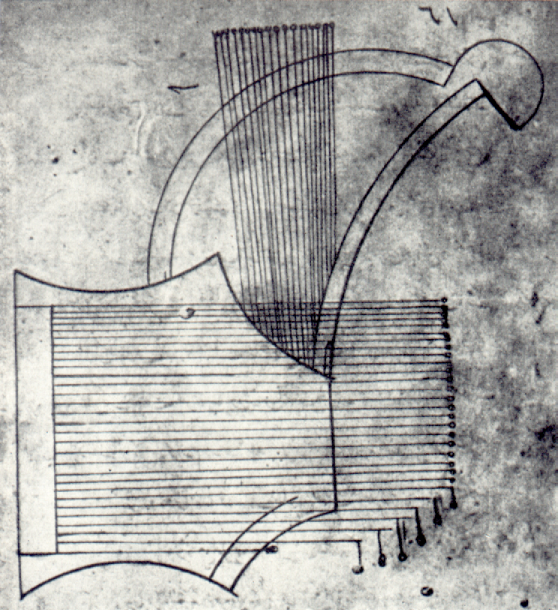
Рисунок музыкального инструмента шахруда, из «Большой книги о музыке» аль-Фараби

Аль-Фараби внёс вклад в музыковедение. Основной его работой в этой области является «Большая книга о музыке», которая является важнейшим источником сведений о музыке Востока и древнегреческой музыкальной системе. В этой книге аль-Фараби даёт развернутое определение музыки, раскрывает её категории, описывает элементы, из которых образуется музыкальное произведение.
В вопросе о восприятии музыкальных звуков аль-Фараби, в противоположность пифагорейской школе, не признававшей авторитета слуха в области звуков и принимавшей за исходную точку рассуждений лишь вычисления и измерения, считает, что только слух имеет решающее значение в деле определения звуков, примыкая в этом вопросе к гармонической школе Аристоксена.
Аль-Фараби написал также «Слово о музыке» и «Книгу о классификации ритмов».

### Физика
Аль-Фараби написал небольшой трактат «Слово о пустоте», где размышлял о природе существования вакуума. Он первым провел научный эксперимент по проверке существования вакуума. Аль-Фараби наблюдал и изучал погружение поршней в воду, а затем пришел к выводу, что воздух всегда расширяется до тех пор, пока не заполнит существующий вакуум. Он был первым исследователем, который теоретизировал, что воздух занимает пространство и что его объем может быть увеличен. Идея идеального вакуума не соответствовала его исследованиям, и он пришел к выводу, что эта концепция не является жизнеспособной. В современной науке считается, что в макроскопических объёмах идеальный вакуум (среда, лишённая молекул газа) практически недостижим, поскольку при конечной температуре все материалы обладают ненулевой плотностью насыщенных паров.
Также ему принадлежит «Книга высоких рассуждений об элементах науки физики».

### Математика

#### Геометрия и тригонометрия
Аль-Фараби проявлял особый интерес к принципиальным положениям, на которых строятся точные науки, — так называемым «началам» (‘усул) этих наук. Он составил комментарии к сочинениям Евклида и Птолемея. Целью его комментария к «Началам» Евклида было разъяснение определений основных понятий геометрии. В тригонометрических главах «Книги приложений» к Альмагестy Птолемея аль-Фараби изложил основные понятия о тригонометрических линиях и принципы составления тригонометрических таблиц, где он также ввёл линии тангенса и котангенса в тригонометрическом круге.
В своей «Книге духовных искусных приемов и природных тайн о тонкостях геометрических фигур» аль-Фараби излагает теорию геометрических построений, включая задачи на построение с помощью циркуля, на преобразования многоугольника и на построения на сфере. В одной из задач можно обнаружить намёк аль-Фараби на многомерные обобщения куба.

#### Классификация математических наук
В третьей главе «О математических науках» своего трактата «Перечисление наук» аль-Фараби подразделяет математические науки своего времени на семь разделов: арифметика, геометрия, оптика, наука о звездах, наука о музыке, механика и наука «об искуссных приёмах». К науке «об искуссных приёмах» он относит прикладную математику — воплощение теоретических знаний в практических приложениях (архитектура, плотничье дело и т. д.).

#### Учение о случайных явлениях
В своём «Трактате об астрологии» аль-Фараби создаёт учение о случайных явлениях, открыто призывая исследовать массовые случайные явления. Он приводит классификацию вероятностей: «невозможное», «редкое возможное», «равновероятное», «возможное в большинстве случаев» и «необходимое» (достоверное).

#### Утраченные работы
Ибн Абу Усайбиа также упоминает два недошедших до нас математических трактата аль-Фараби: «Введение в воображаемую геометрию» и «Книгу о пространстве и количестве». Возможно, что первый из этих трактатов посвящен многомерным обобщениям куба, о которых аль-Фараби писал в «Книге духовных искусных приёмов».

### Астрономия
Аль-Фараби — автор «Трактата об астрологии», где он впервые в истории отделяет астрономию от астрологии, рассматривая последнюю как лженауку. Он предлагает изучать астрономические явления с помощью наблюдений и математических методов, ориентирует учёных-естествоиспытателей на изучение ещё непознанных причин природных явлений.

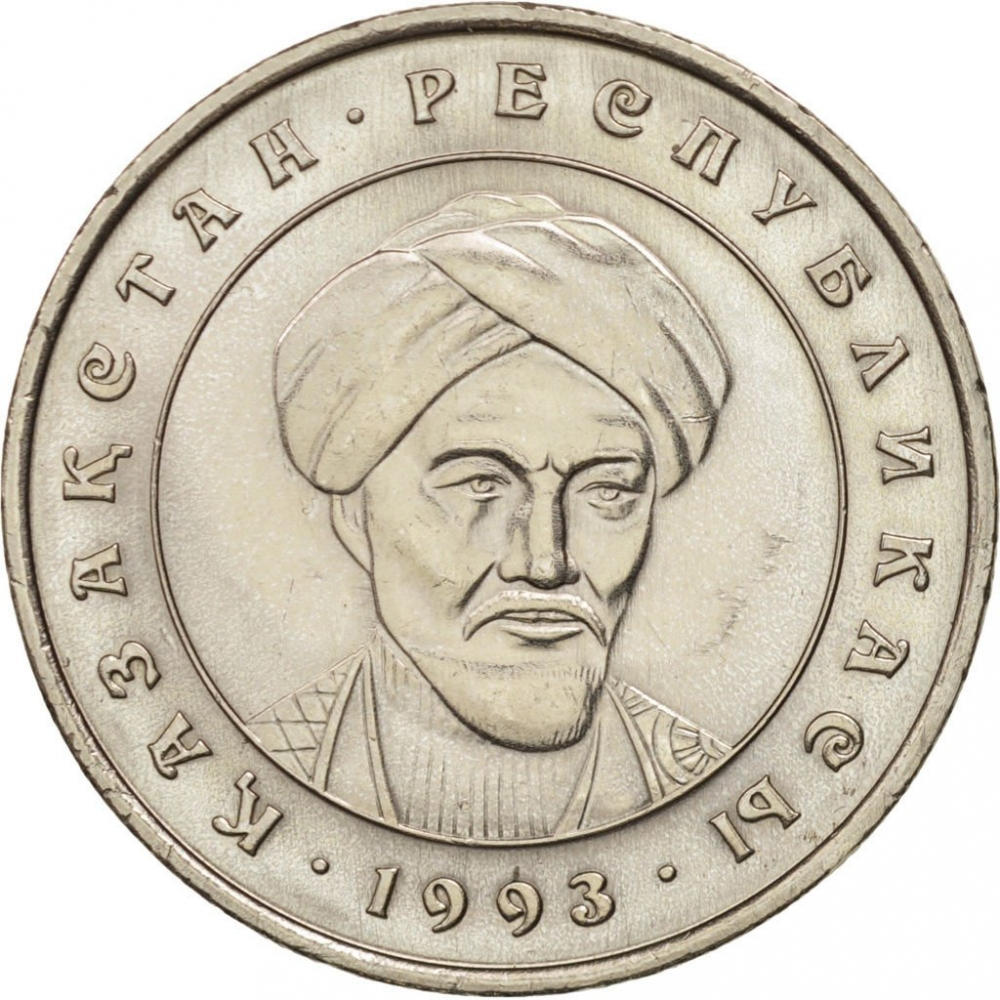
Изображение аль-Фараби на казахстанской монете

### Химия
Аль-Фараби в трактате «О необходимости искусства химии» анализирует причины ошибок в изучении этой науки. Он указывает на неточности и умышленные искажения знаний предшественников, направленные на предотвращение вреда обществу и государствам. Философ подчёркивает важность знания физики и математики для изучения химии, приводит политэкономические суждения о золоте и серебре как мере стоимости и развивает концепцию трансмутации металлов, основываясь на представлении об их единой субстанции.

### Биология и медицина
Медицина в эпоху аль-Фараби была одной из развитых наук и была тесно связана с философией. Учёный обладал глубокими знаниями теоретических основ и истории медицины, что подтверждается его сочинениями «Об органах животных» и «Об органах человека».

### Филология
- «Книга об искусстве письма»
- «Книга о стихе и риторике»
- «О буквах и произношении»
- «Книга о риторике»
- «Книга о каллиграфии»
- «О словарях»

## Влияние

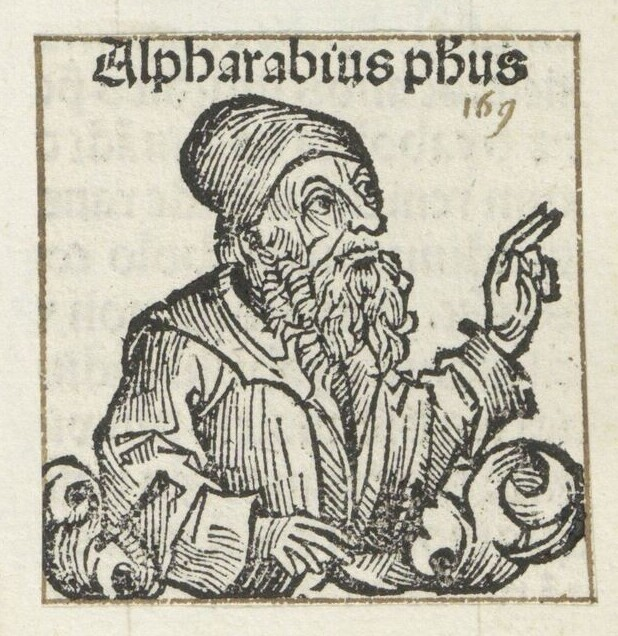
Художественный портрет аль-Фараби из книги Нюрнбергская хроника, 1493 г.

### Влияние на философию и науку Европы
Некоторые произведения аль-Фараби были переведены на латынь в XI и XII веках. Самыми известными из переводчиков являются Иоанн Севильский и Доминик Гундиссалин. Средневековый немецкий мыслитель, наставник Фомы Аквинского, Альберт Великий, находился под влиянием его работ. А сам Фома Аквинский обязан аль-Фараби некоторыми из своих доказательств существования Бога.
Еврейский философ Маймонид дает ему наибольшую похвалу среди философов, оказавших на него влияние: «Что касается работ по логике, то достаточно изучить только работы Абу Наср аль-Фараби. Все его работы безупречны и совершенны. Эти работы следует изучить и понять, потому что он великий человек». Хотя работы аль-Фараби переводились на Западе меньше, чем работы Ибн Сины и Ибн Рушда, работы аль-Фараби имели центральное значение в переосмыслении Аристотеля. Ибн Рушд и андалусские философы считали аль-Фараби значимым авторитетом в области логики, психологии и политики.

### Влияние на науку Ближнего Востока
В истории науки человеком, на кого аль-Фараби оказал наибольшее влияние, был физик Ибн аль-Хайсам, известный в западном мире как Альхазен. Ибн аль-Хайсам занимался исследованием физики света и субъективного восприятия, но впал в скептицизм. Его исследования сдвинулись с мертвой точки только благодаря философии познания аль-Фараби. В ней аль-Фараби утверждал, что форма существует как в самом объекте, так и в нашем мозгу. Таким образом, лучи, исходящие от предмета, воспринимались нашими глазами, а информация о форме поступала из разума.

## Память

Памятник аль-Фараби перед КазНУ им. Аль-Фараби в Алматы

- Его имя носит крупный казахстанский университет — КазНУ. На территории университета также есть Библиотека Аль-Фараби.
- Чимкентский педагогический институт культуры им. Аль-Фараби (1967—1996).
- В многих городах Казахстана есть улицы и административно-территориальные единицы, названные в его честь: Проспект аль-Фараби (Алма-Ата), Аль-Фарабийский район и другие.
- В Алматы, Шымкенте и Туркестане установлены памятники.
- В 1975 году в широком международном масштабе в Москве, Алма-Ате и Багдаде отмечался юбилей 1100-летия со дня рождения Аль-Фараби.
- В его честь был назван астероид главного пояса (7057) Аль-Фараби[65].
- 30 ноября 2021 года в Астане открыли памятник философу и мыслителю Абу Насру аль-Фараби, в честь празднования 30-летия независимости Казахстана. Монумент расположился около Дворца школьников имени Аль-Фараби[66].
- В честь него названа мечеть в столице Казахстана, Астане.
- Его имя носит иранский кинематографический фонд[фр.], а также международная иранская премия[англ.] за выдающийся вклад в гуманитарные науки.
- Al Farabi-1[англ.] — малый спутник, спроектированный и построенный КазНУ, запущенный в 2017 году.
- Также в Караганде его имя носит школа-гимназия № 102.

## Публикации сочинений

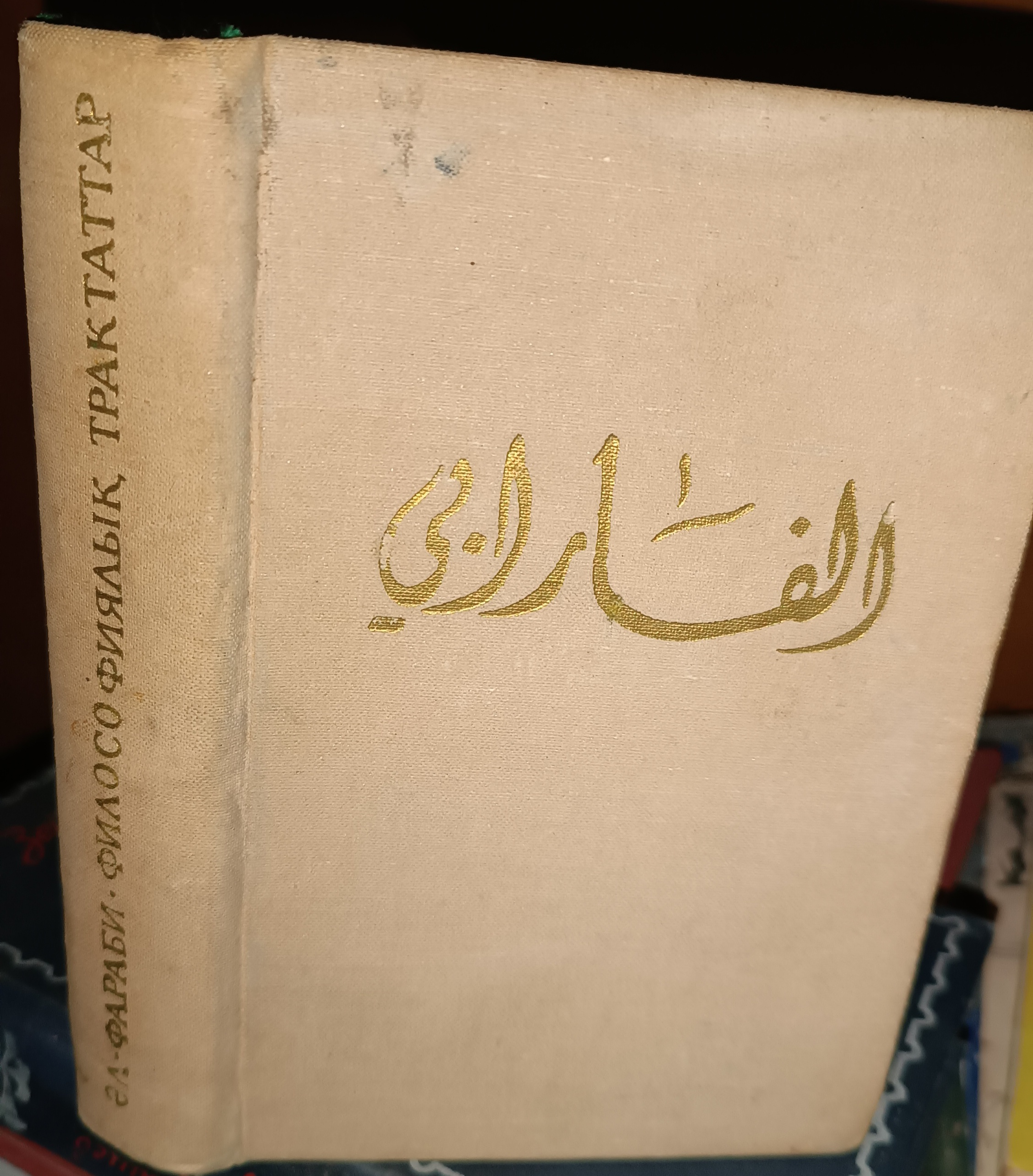
«Философские трактаты» на казахском языке. Алма-Ата, 1973

- Аль-Фараби. Философские трактаты. Алма-Ата, 1970, 1973 (на казахском языке).
- Аль-Фараби. Математические трактаты. Алма-Ата, 1972.
- Аль-Фараби. Социально-этические трактаты. Алма-Ата, 1973.
- Аль-Фараби. Логические трактаты. Алма-Ата, 1975.
- Аль-Фараби. Комментарии к «Альмагесту» Птолемея. Архивная копия от 14 мая 2010 на Wayback Machine Алма-Ата, 1975.
- Аль-Фараби. О разуме и науке. Алма-Ата, 1975.
- Аль-Фараби. Историко-философские трактаты. Алма-Ата, 1985.
- Аль-Фараби. Естественнонаучные трактаты. Алма-Ата, 1987.
- Аль-Фараби. Трактаты о музыке и поэзии. Алма-Ата, 1993.
- ʼАб͞у Нас̣р Мух̣аммад ал-Ф͞ар͞аб͞и. Большой трактат [о] музыке (фрагмент)/ Вступительная статья, перевод с арабского и комментарий Ф. О. Нофала// Філософськi дослідження, 21 — Луганськ: Видавництво СНУ ім. В. Даля, 2014. — С. 258—265.
- Абу Наср Аль-Фараби. Собрание сочинений в 7 томах. Алматы, «Абай клубы» 2019 (предисловие К. Ж. Токаева).

## Комментарии
1. ↑  Тригонометрические линии — это геометрические конструкции, которые помогают наглядно представить значения тригонометрических функций, таких как синус, косинус, тангенс и котангенс, на тригонометрическом круге. Эти линии определяются как отрезки или длины, связанные с углами и радиусом единичной окружности.